# Turnić
Turnić je naselje u Republici Hrvatskoj u Požeško-slavonskoj županiji, u sastavu grada Požege.

## Zemljopis
Turnić je smješten oko 5 km sjeverno od Požega,  susjedna naselja su Alilovci na sjeveru, Ramanovci i Treštanovci na istoku te Šeovci i Alaginci na jugu.

## Stanovništvo
Prema popisu stanovništva iz 2011. godine Turnić je imao 88 stanovnika. Prema zadnjem popisu stanovništva iz 2021., Turnić ima 61 stanovnika.
| broj stanovnika | 105   | 53    | 59    | 79    | 106   | 93    | 95    | 88    | 148   | 148   | 141   | 108   | 98    | 95    | 93    | 88    | 61    |
|                 | 1857. | 1869. | 1880. | 1890. | 1900. | 1910. | 1921. | 1931. | 1948. | 1953. | 1961. | 1971. | 1981. | 1991. | 2001. | 2011. | 2021. |